# 炭酸くろにくるっ
炭酸くろにくるっ（たんさんくろにくるっ、SODA CHRONICLE）は、日本の女性アイドルグループである。2021年12月19日にデビューした。

## 概要
『微炭酸×微少女』をコンセプトに活動するアイドルユニットである。

## 来歴

### 2021年
- 12月25日、Twitterにて新グループ発足が発表。一人目のメンバーとして鷹波あずみを発表。
- 12月6日、二人目のメンバーとして桜庭はるを発表。
- 12月7日、三人目のメンバーとしてましろさやを発表。
- 12月8日、四人目のメンバーとして黒瀬夏萌を発表。
- 12月9日、五人目のメンバーとして潤水ひめかを発表。
- 12月12日、公式Twitterにて潤水ひめかと桜庭はるが正式メンバーではなく候補生としてデビューすることを発表。
- 12月19日、Veats SHIBUYAで行われた「The Beginning」にてデビュー。潤水ひめかを除く四人のメンバーの個人アーティスト写真を公開。
- 12月20日、潤水ひめかの個人アーティスト写真とグループ全体のアーティスト写真を公開。
- 12月31日、大塚deepaで行われた「チケ0ドリ2」にて新曲「教育論」を披露。

### 2022年
- 1月16日、渋谷clubCAMELOT B2で行われた「潤水ひめか　桜庭はる　黒瀬夏萌　合同ミニ生誕祭～絶対結婚しようなー！～」にて潤水ひめか・桜庭はる・黒瀬夏萌のミニ生誕祭を行う予定であったが、黒瀬夏萌は体調不良により欠席した。
- 1月18日、公式Twitterにてメンバーにコロナウイルス濃厚接触者の疑いがあったため1月19日から当面の間ライブ出演をキャンセルすることが発表された。
- 1月29日、活動再開。
- 2月13日、公式Twitterにて3月1日から夏頃まで鷹波あずみが一時活動休止することを発表。
- 2月28日、新宿ReNYにて行われた「World Object 〜NEXTSTAGE〜」にて新曲「BoomBoom!!」を披露。
- 3月1日、鷹波あずみが一時活動休止。
- 3月19日、公式Twitterにて4月8日をもって桜庭はるが脱退することを発表。
- 4月8日、桜庭はる脱退。
- 4月11日、新メンバーとして天使ここあが加入することを発表。
- 4月12日、新メンバーとして胡桃ななが加入することを発表。
- 4月26日、渋谷WOMBにて行われた「こすめちっくぱ～てぃ～花祭り編～」にて新メンバーをお披露目。
- 5月22日、GRIT at shibuyaにて行われた「BUBBLE FES!!!」にて新曲「メロンソーダ」を披露。
- 6月6日、公式Twitterにて7月１日より天使ここあが活動休止することを発表。
- 6月15日、公式Twitterにて7月16日より鷹波あずみが活動再開することを発表。
- 7月1日、天使ここあが活動休止。
- 7月16日、鷹波あずみが活動再開。
- 9月11日、横浜ランドマークホールにて行われた「スパドキフェスティバル vol.61」にて新曲「キミスキ？」を披露。
- 9月18日、公式Twitterにて活動休止中の天使ここあの脱退を発表。
- 9月19日、公式Twitterにて2022年12月19日に炭酸くろにくるっ一周年記念ワンマンライブを開催することを発表。
- 10月23日、白金高輪SELENEｂ2にて行われた「DDD～Discovery iDol Depot～」にてRe:monretから引き継いだ楽曲「Gimi Gimi Smile」を披露。
- 11月12日、白金高輪SELENEｂ2にて行われた「DDD～Discovery Danchan Depot～」にて新曲「Pop Star」を披露。
- 12月19日、炭酸くろにくるっ一周年記念ワンマンライブ「Chronicle」を恵比寿CreAtoにて開催。新曲「しゃにむにらぶれぼ」と「わんにゃんほい♪」を披露。

### 2023年
- 1月31日、公式Twitterにて3月24日をもって鷹波あずみが卒業することを発表。
- 3月12日、白金高輪SELENEb2にて行われた「DDD～Discovery iDol Depot～」にて新曲「栞」を披露。
- 3月24日、GOTANDA G2にて行われた鷹波あずみ卒業ライブ「ありがとう！俺たちのあずみ！～みんなのこと忘れないよ！～」にて鷹波あずみがグループを卒業。
- 4月28日、公式Twitterにて6月23日をもって黒瀬夏萌、潤水ひめかが卒業することを発表。
- 6月1日、公式Twitterにて新メンバーとして星城春輝が加入することを発表。
- 6月2日、公式Twitterにて新メンバーとして藤宮もあが加入することを発表。
- 6月3日、公式Twitterにて新メンバーとして恋白れいが加入することを発表。
- 6月23日炭酸くろにくるっ2ndワンマンライブ開催。

### 2024年
- 3月30日、31日をもって活動を休止することを発表。サポートメンバーの結姫ひなのはサポート終了となる。

## メンバー

### 活動休止時メンバー
| 名前                        | 生年月日（年齢） | 愛称 | 担当カラー | 加入日         | 備考                  |
| --------------------------- | ---------------- | ---- | ---------- | -------------- | --------------------- |
| 紫優はむ （しゆうはむ）     | 8月31日          |      | 紫         | 2023年11月29日 |                       |
| 新谷みう （あらたにみう）   | 3月7日           |      | 水色       | 2023年11月26日 | 元utatane（天国みう） |
| 花井れみな （はないれみな） | 11月18日         |      | 白         | 2023年11月28日 |                       |

### 旧メンバー
| 名前                          | 生年月日（年齢）       | 愛称               | 身長  | 担当カラー     | 在籍期間                                             | 備考                                                      |
| ----------------------------- | ---------------------- | ------------------ | ----- | -------------- | ---------------------------------------------------- | --------------------------------------------------------- |
| 桜庭はる （さくらばはる）     | 2000年1月29日（25歳）  | はるちゃん         | 147cm | ピンク         | 2021年12月19日〜2022年4月8日                         |                                                           |
| 天使ここあ （あまつかここあ） | 2002年6月8日（22歳）   | ここあ             | 165cm | 黄             | 2022年6月24日～2022年9月18日                         |                                                           |
| 鷹波あずみ （たかなみあずみ） | 2000年10月21日（24歳） | あずみん、あずあず | 159cm | 赤             | 2021年12月19日～2023年3月24日 2023年9月27日～11月3日 | 元くれよんちゅ～どく妹 卒業後、サポートメンバーとして参加 |
| 黒瀬夏萌 （くろせかほ）       | 1月9日                 | かほちゃん         | 151cm | 紫             | 2021年12月8日～2023年6月23日                         |                                                           |
| 潤水ひめか （うるみひめか）   | 2002年1月8日（23歳）   | ひめか、ひめ       | 159cm | 白             | 2021年12月9日～2023年6月23日                         |                                                           |
| ましろさや （ましろさや）     | 2000年11月24日（24歳） | さや、ましろ       | 157cm | 青             | 2021年12月7日～2023年9月2日                          | 元告白ラフィレット                                        |
| 恋白れい （こはくれい）       | 11月7日                |                    |       | 白             | 2023年6月3日～9月22日                                |                                                           |
| 胡桃なな （くるみなな）       | 2000年7月2日（24歳）   | なーたん           |       | ピンク         | 2022年4月12日～2023年11月3日                         |                                                           |
| 藤宮もあ （ふじみやもあ）     | 9月16日                |                    |       | ミントグリーン | 2023年6月2日～11月3日                                |                                                           |
| 星城春輝 （せいじょうはるき） | 10月19日               |                    |       | 紫             | 2023年6月1日～11月3日                                |                                                           |

## 作品

### 楽曲一覧
| ＃ | 初披露日       | 曲名               | MV | ライブ映像 | 配信 | 備考                               |
| -- | -------------- | ------------------ | -- | ---------- | ---- | ---------------------------------- |
| 1  | 2021年12月19日 | Panorama Resort    |    |            |      |                                    |
| 2  | 2021年12月19日 | 竹取大作戦！       |    |            | 〇   | くれよんちゅ～どく妹から楽曲引継ぎ |
| 3  | 2021年12月31日 | 教育論             |    |            | 〇   |                                    |
| 4  | 2022年２月28日 | BoomBoom!!         |    |            | 〇   |                                    |
| 5  | 2022年5月22日  | メロンソーダ       |    |            |      |                                    |
| 6  | 2022年9月11日  | キミスキ？         |    |            | 〇   |                                    |
| 7  | 2022年10月23日 | Gimi Gimi Smile    |    |            |      | Re:monetから楽曲引継ぎ             |
| 8  | 2022年11月12日 | Pop Star           |    |            |      |                                    |
| 9  | 2022年12月19日 | しゃにむにらぶれぼ |    |            | 〇   |                                    |
| 10 | 2022年12月19日 | わんにゃんほい♪    |    |            |      |                                    |
| 11 | 2023年3月12日  | 栞                 |    |            |      |                                    |

### 個人Twitter
- ましろさや (@masiro_saya) - X（旧Twitter）
- 黒瀬夏萌 (@kurose_kaho) - X（旧Twitter）
- 潤水ひめか (@ulumi_himeka) - X（旧Twitter）
- 胡桃なな(@culumi_nana) - Twitter

### 個人Instagram
- ましろさや(@masiro_saya) - Instagram
- 黒瀬夏萌(@kurose_kaho) - Instagram
- 潤水ひめか(@ulumi_himeka) - Instagram
- 胡桃なな(@culumi_nana) - Instagram

| スタブアイコン | サブスタブ | この項目は、まだ閲覧者の調べものの参照としては役立たない、アイドル（グラビアアイドル・ライブアイドル・ネットアイドル・レースクイーン・コスプレイヤーなどを含む）に関連した書きかけの項目です。この項目を加筆・訂正などしてくださる協力者を求めています（P:アイドル/PJ:芸能人）。 |